# Rhynchothorax australis
Rhynchothorax australis är en havsspindelart som beskrevs av Hodgson, T.V. 1907. Rhynchothorax australis ingår i släktet Rhynchothorax och familjen Rhynchothoracidae. Inga underarter finns listade i Catalogue of Life.